# Irazú (satellite)
Irazú, conosciuto anche come Batsú-CS-1, è il primo satellite costaricano.
Il satellite, del tipo CubeSat, è stato realizzato dall'Istituto Tecnológico de Costa Rica in collaborazione con il Kyushu Institute of Technology. Il lancio è stato effettuato il 2 aprile 2018 dalla Vandenberg Space Force Base con un razzo vettore Falcon 9. Il satellite è stato trasportato sulla Stazione Spaziale Internazionale, da cui è stato collocato in orbita l'11 maggio 2018. Lo scopo principale della missione era di misurare gli effetti del cambiamento climatico sulle foreste costaricane e a tale scopo raccoglieva dati da strumenti collocati in una foresta per misurare la crescita degli alberi e la cattura dell'anidride carbonica, trasmettendoli ad una stazione di terra ubicata nell'Istituto Tecnológico de Costa Rica. Irazú inoltre aveva a bordo un computer secondario che fungeva da unità di misura inerziale per fornire dati sul funzionamento del satellite, con lo scopo di migliorare l'esperienza e la competenza dei progettisti in materia di tecnologie spaziali.
Il satellite è rientrato nell'atmosfera il 4 marzo 2020.